# An-lu (městský okres)
An-lu (čínsky pchin-jinem Ānlù, znaky zjednodušené 安陆, tradiční 安陸) je městský okres v městské prefektuře Siao-kan v provincii Chu-pej v Čínské lidové republice.

## Historie
Od roku 550 zde s přestávkami existoval kraj An-čou (安州), který zahrnoval i území moderního městského okresu Jing-čcheng a okresů Jün-meng a Siao-čchang z prefektury Siao-kan a městského okresu Kuang-šuej ze sousední městské prefektury Suej-čou. Roku 1119 byl An-čou přejmenován na Te-an.